# هيرمان بي. فارس
هيرمان بي. فارس هو سياسي أمريكي، ولد في 1858 في بيل فونتين في الولايات المتحدة، وتوفي في 20 مارس 1936 في ديبووتر في الولايات المتحدة.